# Osud (opera)
Osud je opera o třech dějstvích Leoše Janáčka. Autorem libreta je Fedora Bartošová. Janáček nastínil děj v jednoduché próze, a posílal text na zveršování Fedoře Bartošové, která byla přítelkyní jeho zesnulé dcery Olgy. Janáček marně usiloval o provedení opery, nejprve v Brně v roce 1906, a v roce 1907 v Divadle na Vinohradech v Praze, ale obě divadla partituru odmítla. Opera byla uvedena až po skladatelově smrti, nejprve v brněnském rozhlase 18. září 1934, a scénicky 25. října 1958 v Národním divadle v Brně v úpravě a režii Václava Noska a pod taktovkou dirigenta Františka Jílka.

## Osoby
| skladatel Živný               | tenor       |
| Míla Válková                  | soprán      |
| Doubek, jejich syn            |             |
| matka Míly                    | alt         |
| Dr. Suda                      | tenor       |
| Konečný                       | baryton     |
| Lhotský, malíř                | bas         |
| slečna Stuhlá, učitelka       | mezzosoprán |
| slečna Pacovská               | soprán      |
| paní majorová                 | soprán      |
| paní radová                   | soprán      |
| stará Slovenka                | soprán      |
| Verva                         | baryton     |
| Součková, studentka           | soprán      |
| Hrázda, představitel Lenského | tenor       |

## Děj opery

### 1. dějství
Lázeňská kolonáda za letního dne.

Lázeňští hosté se procházeji po Luhačovické kolonádě. Dr. Suda, Lhotský a Konečný debatují se svými přáteli, mezi které patří i mladá paní Míla Válková. Ta se tu setká se svou bývalou láskou, skladatelem Živným. Společnost s údivem konstatuje, že Válková a Živný se už znají. Mílina matka zabránila jejich sňatku, ze vztahu se však narodil syn. Slečna Stuhlá se studentkami nacvičuje píseň, která hosty velmi pobaví. Dr. Suda bere studenty a další hosty na výlet. Živný s Mílou zůstanou sami. Oba chtějí znovu oživit svou lásku, odejdou spolu, ale matka hledající svou dceru předpovídá katastrofu.

### 2. dějství
O čtyři roky později v bytě Živného a Míly.

Živný zpívá fragmenty ze své opery o Lenském. Jejich pětiletý syn Doubek se ptá maminky, zdali ví, co to je láska. S nimi tu žije i Mílina matka, která se z nenávisti k Živnému zblázní. Matka Míly opakuje úryvky z opery a smyslů zbavená se vrhá z balkonu. Strhne s sebou i dceru, která ji chtěla zadržet a obě zemřou. Živný nad nimi zoufale naříká a proklíná svůj osud.

### 3. dějství
O jedenáct let později v aule hudební konzervatoře.

Studenti předzpívavají části ze Živného opery, která má mít tentýž večer premiéru. Mezi studenty je i jeho syn Doubek. Opeře ovšem schází poslední akt. Skladatel náhle vstoupí a studenti ho žádají, aby jim vyprávěl o svém díle. Všichni přítomní pochopí, že hrdinou opery je skladatel sám. Živného náhle zasáhne blesk a on klesá v mdlobách k zemi.

## Uvedení
Od své brněnské premiéry v úpravě Václava Noska roku 1958 byla čtvrtá Janáčkova opera uváděna spíše výjimečně. Často je to přitom dáváno do souvislosti s problematickým libretem. Ještě v roce 1958 se ve Stuttgartu uskutečnilo její první zahraniční uvedení. Původní znění Osudu uvedlo až Jihočeské divadlo v Českých Budějovicích v roce 1978. Teprve v roce 2002 se pak ohrávala jeho pražská premiéra. Celkem přitom bylo odehráno 9 představení. V posledních letech se situace poněkud zlepšila, když operu uvedly jak Národní divadlo moravskoslezské (2018), tak i Národní divadlo Brno (2020).

## Nahrávky
- Supraphon SU 0045-2 611: Jarmila Palivcová, Jindřich Doubek, Daniela Suryová, Marie Steinerová, Vilém Přibyl, Josef Škrobánek, Vladimír Krejčík, Jiří Holešovský, Antonín Jurečka, Jiří Olejníček, Jaroslav Souček, Richard Novák, František Caban, Anna Barová, Jaroslava Janská, Jarmila Hladíková, Jindra Pokorná, Jarmila Krátká, Zdenka Kareninová, Milena Jílková, Magdaléna Hajóssyová, Magda Polášková; sbor a orchestr Janáčkovy opery v Brně; dirigent František Jílek (1976)
- Orfeo C 384 951 A: Peter Straka, Lívia Ághová, Marta Beňačková, Štefan Margita, Peter Mikuláš, Ivan Kusnjer, Ludmila Nováková-Vernerová, Martina Straková, Věra Přibylová, Lubomír Moravec, Richard Sporka, Lenka Kučerová, Vladimír Nacházel, Eva Zbytovská; Pražský komorní sbor, sbormistr Josef Pančík; Česká filharmonie, dirigent Gerd Albrecht, (live nahrávka 1995)
- Chandos CHAN3029 (anglicky): Helen Field, Philip Langridge, Kathryn Harries, Peter Bronder, Stuart Kale, Barry Mora, Christine Teare, Elizabeth Gaskell, Dorothy Hood, Catroina Bell, Mark Holland, Rebecca Moseley-Morgan, Samuel Linay, Michael Preston-Roberts, Yolande Jones, Cheryl Edwards, Mary Davies, Gaynor Keeble, Gareth Rhys-Davies, Philip Lloyd-Evans, Ralph Mason, Timothy German, Frances Manning; Velšská národní opera Orchestra and Chorus; dirigent Sir Charles Mackerras